# Эсалашка
Эсалашка (чечен. Эйсалашка) — покинутый аул в Галанчожском районе Чеченской Республики.

## География
Аул был расположен на южной части Галанчожского района на берегу р. Осу-Хи, неподалеку от озера Галанчож, к юго-западу от Грозного.
Ближайшие сёла и развалины: к северо-западу — Амки, к северо-востоку — Корги, к юго-востоку — Кирбит и Ами, к юго-западу — Тишли и Акка, к западу — Итыркале.

## История
Аул Эсалашка ликвидирован в 1944 году во время депортации чеченцев. После восстановления Чечено-Ингушской АССР чеченцам было запрещено возвращаться в свои исконные районы: Галанчожский, Шатойский и Итум-Калинский.
На территории местного кладбища в Эсалашка находилась мечеть. На сегодняшний день она основательно разрушенная. Согласно Х. Умхаеву возможно она была обстреляна с воздуха или подорвана изнутри в период выселения чеченцев.
В Эсалашка сохранилась одна жилая башня, один угол которой разрушен в результате ракетного обстрела во время военных действий в Чеченской Республике. Часть ракеты до сих пор находится в разрушенной стене.